# 안토니오 마리아 로우코 발레라
안토니오 마리아 로우코 발레라(스페인어: Antonio María Rouco Varela, 1936년 8월 24일 - )는 스페인 가톨릭교회의 고위 성직자이다. 현재 마드리드 대교구장 주교로 봉직하고 있다. 1998년 추기경에 서임되었다.

## 약력
안토니오 마리아 로우코 발레라는 비첸토 로우코와 아르헨티아 바이아블랑카 출신의 마리아 에우제니아 발레라 사이에서 태어났다. 두 사람은 안토니오 마리아 로우코 발레라 외에도 비시타숀, 호세, 마누엘, 에우제니아 등 네 명의 아이를 낳았다. 1954년에서 1958년까지 발레라는 몬도네도 신학교와 교황청립 살라망카 대학교에서 공부하여 신학 학위를 수여했다. 그리고 1959년 3월 28일 사제품을 받았다.
1964년 로우코는 뮌헨 대학교에 들어가 공부해서 16세기 스페인과 교황령의 관계에 관한 논문을 써서 교회법 박사학위를 받았다. 로우코는 뮌헨 대학교와 몬도네도 신학교에서 교수로 임용되어 기초 신학과 교회법 등을 가르쳤다. 1976년 로우코는 산티아고 데 콤포스텔라의 보좌주교 및 제르기의 명의주교로 임명되었다. 1984년에는 산티아고 데 콤포스텔라의 대주교가 되었으며, 1989년 스페인에서 개최된 제4차 세계 청년 대회를 성공적으로 치루는 데 큰 역할을 하였다. 그로부터 4년 후인 1994년에는 마드리드 대주교로 임명되었다.
1998년 1월 21일 교황 요한 바오로 2세에 의해 산 로렌초 인 다마소 성당의 사제급 추기경으로 서임되었다.